# ジャガー・XJR-6
ジャガー・XJR-6は1985年世界耐久選手権（WEC）用にトム・ウォーキンショー・レーシング(TWR)が製作したグループCカーである。

## メカニズム
TWRは1982年からヨーロッパツーリングカー選手権においてジャガーのワークスチームとして活動し、1984年にトム・ウォーキンショーがドライバーズタイトルを獲得するなど好成績を残した。ジャガーは1985年からTWRをワークスチームとしてWECに参戦することを決定しTWRはグループCカー、XJR-6を開発・製作した。デザイナーは「フォード・C100」をデザインし、アロウズなどでウィングカーのデザインの経験があったトニー・サウスゲートが起用された。
サウスゲートはXJR-6のモノコックをカーボンで製作し、エンジンはジャガーの市販車（XJS、XJ12）用V型12気筒6.0リットルエンジンを6.2リットルに排気量をアップしたものを搭載した。エンジンマネージメントシステムはザイテック製を使用した。　
大型のV12型エンジンをそのまま搭載するとリアヘビーなマシンとなることから、ラジエターをフロント配置にし、モノコック後部に10cmの窪みを設け、そこにエンジンを押し込むことで前後バランスを確保している。またディフューザーを大型化させるためにリアダンパーをホイール内に収めるという方法をとっている。これらの方法はその後のTWRジャガーの各NAマシン（XJR-8、XJR-9、XJR-12）にも引き継がれた。燃料タンクは当初モノコックの窪みにエンジンを押し込むというデザイン上の制約から3分割されていたが燃料の吸出しが十分でなく、1986年仕様から分割されていないコの字型のものに変更された。
XJR-6はスプリント仕様で300km/h走行時に2.5トンのダウンフォースを発生し、空力性能においてポルシェ・962Cを上回るものであった。またサウスゲートは、シャシーの捻じれ剛性ではポルシェ956/962に対して少なくとも10倍は高いものだとしている。
「XJR-6」の名称は、アメリカでジャガーエンジン搭載のIMSA-GTPマシンを製作し参戦していたグループ44のジャガー・XJR-5を引き継ぐ形で付けられたが、ジャガーのエンジンを搭載すること以外、両車に接点はない。

## 戦績
WEC第6戦モスポートでデビューし、3位に入賞した。第9戦富士で来日するが、決勝は豪雨のため出走を見合わせた。最終戦シャー・アラムでは2位に入賞した。TWRは1985年のWECに、富士を除いた計4レースに延べ8台を出走させたが完走は3台に止まった。
翌1986年はスポンサーにシルクカットが付き「シルクカット・ジャガー」のチーム名で世界スポーツプロタイプカー選手権（WSPC)にフル参戦した。マシンは1985年仕様から90kgも軽量化され、20kg軽量化されたエンジンは排気量6.5リットルに拡大された。ル・マン24時間にも（TWRジャガーとしては）初参戦した。第2戦シルバーストンでデビュー7戦目にして初優勝を挙げた。しかしル・マンでは3台全てがリタイヤに終わった。最終戦富士では暫定で2位と発表され、ブルン、ヨースト、ロスマンズ・ポルシェ（ワークス）を抑え、フル参戦1年目でチームタイトル獲得と思われたが、正式発表では3位となり、チャンピオンはブルンにさらわれることとなった。TWRは1986年のWSPCに計20台のXJR-6を出走させ、内10台が完走し6台が3位以内でゴール、1勝を記録した。

## シャシー略歴
- 185　1985年モスポートでデビュー。最終戦シャー・アラムで2位。1986年プレシーズンテストを以て引退。
- 285　1985年モスポートでデビュー、3位入賞。その後4戦リタイア。1986年プレシーズンテストを以て引退。
- 385　1986年モンツァでTカーとしてデビュー。シルバーストンでもTカー。XJR-6LMとしてル・マン出場。予選14位、決勝リタイア。レース出場は1986年ル・マンの1戦のみ。
- 186　1986年モンツァでデビュー。XJR-6LMとしてル・マン出場。予選7位、決勝リタイア。その後ノリスリンクのノンタイトル戦で優勝。(→XJR-8LM)
- 286　1986年モンツァでデビュー。シルバー・ストンでTWRジャガーに初優勝をもたらす。XJR-6LMとしてル・マン出場。予選5位、決勝リタイア。その後ノリスリンクで2位。富士で3位。(→XJR-8)
- 386　1986年ノリスリングでデビュー。ヘレスで3位。スパで2位。1987年シーズン前半はTカーとして使用。(→991、XJR-12LM)